# جوردن هانتر
جوردن هانتر (به انگلیسی: Jordan Hunter) یک بازیکن فوتبال انگلیسی بود که در باشگاه فوتبال ساندرلند در خط هافبک بازی می‌کرد.
جوردن در ماه ژوٍیه ۲۰۱۸ با ساندرلند قرار داد امضا کرد، یک ماه پیش از آن لیورپول را ترک گرده بود.